# وستارية شجيرية
وستارية شجيرية (الاسم العلمي:Wisteria frutescens) هي نوع من النباتات تتبع جنس الوستارية من الفصيلة البقولية.